# Hartmut Horst

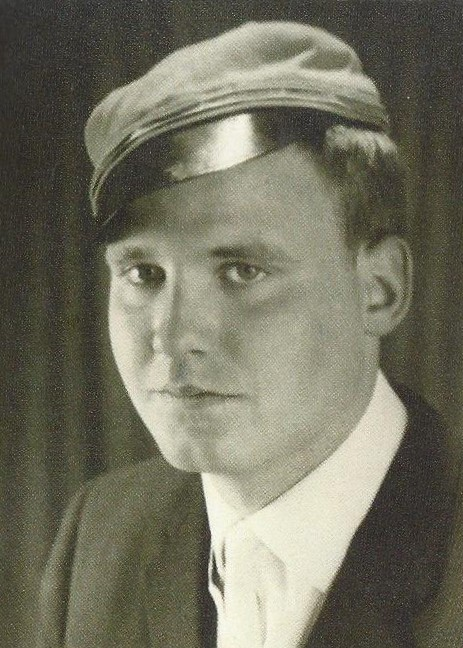
Hartmut Horst, 1964

Hartmut Horst (* 20. November 1941 in Karlsruhe; † 1. November 2013 in Hamburg) war ein deutscher Internist. Im geteilten Berlin war er Fluchthelfer.

## Leben
Horst studierte ab 1963 Medizin an der Freien Universität Berlin.  Zu Beginn des Sommersemesters 1963 renoncierte er als Fuchs beim damals in West-Berlin ansässigen Corps Lusatia Leipzig. Dort erlebte er die Auswirkungen der Berliner Mauer. „Um dieses Unrecht zu untergraben“, beteiligte er sich 1963/64 in der Gruppe Fuchs am Bau von zwei Fluchttunneln. An den Tunnelbauten beteiligten sich Korporierte, u. a. Berliner Märker, Göttinger Hannoveraner, Leipziger Lausitzer und der spätere Astronaut Reinhard Furrer. Durch den ersten Tunnel kamen drei, durch den Tunnel 57 57 Menschen nach West-Berlin. 
Das Vorphysikum machte Horst nach dem ersten Tunnelbau. Mit den Scheinen im Verzug und emotional „vergraben“, musste er sich einen Studienort in der Bundesrepublik Deutschland suchen.  Der Parlamentarier Ernst Lemmer verhalf ihm zu einem Studienplatz an der Heidelberger Ruprecht-Karls-Universität, an der er das Physikum machte. Den klinischen Teil des Studiums absolvierte er an der Universität Hamburg. Nach dem Staatsexamen (1970) und der Approbation (1971) war er für kurze Zeit als Stabsarzt bei den Marinefliegern. 1975 promovierte er in Hamburg mit einer onkologischen Doktorarbeit zum Dr. med.
Von 1971 bis 1979 wurde er im Hamburger AK St. Georg zum Internisten und Onkologen ausgebildet, ließ er sich am 1. Februar 1979 in freier Praxis nieder und gründete mit den Kollegen Walter Weber und Henryk Nowakowski die onkologische Praxis Lerchenfeld in Uhlenhorst. 2007 schied er aus ihr aus.
Horst engagierte sich jahrzehntelang in der ärztlichen Berufs- und Standespolitik, besonders in der Qualitätssicherung. Er war gewähltes Mitglied der Kammerversammlung der Ärztekammer Hamburg und Vorstandsmitglied des Berufsverbandes deutscher Internisten (Hamburg) und des Verbandes der Freien Berufe (Hamburg). Acht Jahre saß er im Vorstand der Kassenärztlichen Vereinigung.

## Ehrungen
Vorgeschlagen von der Hamburger Bundestagsabgeordneten Antje Blumenthal, wurde Horst 2010 mit dem Bundesverdienstkreuz am Bande ausgezeichnet. Mit seinem Einsatz habe er maßgeblich dazu beigetragen, dass mehr als 60 Menschen aus der damaligen DDR ihr Leben in Freiheit und Unabhängigkeit fortsetzen konnten.